# Kanton Montgeron
Der Kanton Montgeron war von 1964 bis 2015 ein französischer Wahlkreis im Arrondissement Évry, im Département Essonne und in der Region Île-de-France. Vertreter im Generalrat des Départements ist seit 1994 Gérald Hérault (zunächst PS, dann DVG), der zuletzt 2008 wiedergewählt wurde.
Der Kanton bestand aus der Stadt Montgeron. 

## Bevölkerungsentwicklung
| 1962   | 1968   | 1975   | 1982   | 1990   | 1999   | 2006   |
| ------ | ------ | ------ | ------ | ------ | ------ | ------ |
| 15.486 | 21.768 | 23.786 | 22.039 | 21.677 | 21.905 | 23.105 |